# جورج فوستر بلات
جورج فوستر بلات (بالإنجليزية: George Foster Platt)‏ هو مخرج أمريكي، ولد في 27 يوليو 1866 في بطرسبرغ في الولايات المتحدة، وتوفي في 16 نوفمبر 1928 في مونروفيا في ليبيريا.

## وصلات خارجية
- جورج فوستر بلات على موقع IMDb (الإنجليزية)
- جورج فوستر بلات على موقع قاعدة بيانات برودواي على الإنترنت (الإنجليزية)